# Kościół św. Barbary w Staszowie
Kościół świętej Barbary w Staszowie – rzymskokatolicki kościół parafialny należący do parafii pod tym samym wezwaniem (dekanat Staszów diecezji sandomierskiej).
Jest to świątynia wzniesiona w latach 1990–2000 według projektów opracowanych w zespole profesora Wiktora Zina i profesora Andrzeja Kadłuczki. Nad całością prac czuwał ks. Edward Zieliński. Uroczyście kościół został poświęcony przez biskupa Mariana Zimałka w 2000 roku. Świątynia nosi cechy stylu postmodernistycznego. Bryła kościoła opiera się na planie kwadratu z trójbocznymi kaplicami z lewej i prawej strony i podobnie, jednakże z zaokrągleniami na bokach, zamkniętym prezbiterium razem z zapleczem z tyłu, w lewym narożniku. Balkon na froncie oraz zewnętrzne ściany kaplic bocznych są ozdobione rzędami dekoracyjnych, powtarzających się kolumienek świadczących o postmodernistycznym stylu całej budowli. Cztery ściany nawy głównej zwieńczone są czterema trójkątnymi szczytami. Każdy z nich ozdobiony jest jeszcze trójkątnym wykuszem z załamanym pod kątem prostym, podłużnym oknem. Wspomniane wyżej cztery szczyty są podstawą dla krzyżującego się nad środkiem nawy dachu. Spady dachu oparte są jednak na krzywiźnie, przez co jego kalenice wznoszą się od czterech szczytów ku środkowi, gdzie na ich przecięciu jest usytuowana skośnie ułożona względem osi dachu iglica z krzyżem, będąca zwieńczeniem całej świątyni. Architektura kościoła charakteryzuje się dekoracyjnymi i pozornie bezcelowymi detalami architektonicznymi, zaczerpniętymi z różnych wątków historycznych i kierunków w sztuce.